# Сенянинова-Корчагина, Мария Васильевна
Мария Васильевна Корча́гина (в девичестве — Сеняни́нова, 1900—1966) — советская учёная-биолог — ботаник-систематик, геоботаник, генетик, эмбриолог и физиолог растений, доктор биологических наук (1935).

## Биография
Родилась Мария Васильевна Сенянинова 4 февраля (или 1 февраля) 1900 года в селе Духовщина Смоленской губернии (по другим данным — в Москве). Училась в Московском университете, в 1923 году окончила кафедру морфологии и систематики растений, после чего продолжила обучение в аспирантуре в научно-исследовательском институте при МГУ. Во время обучения в аспирантуре печатала статьи по эмбриологии и физиологии растений.
С 1928 года Мария Васильевна жила в Ленинграде. В 1934 году она стала старшим ассистентом на кафедре генетики растений Ленинградского государственного университета. В 1935 году М. В. Сенянинова стала доктором биологических наук во Всесоюзном институте растениеводства. С 1936 года она преподавала в звании доцента в ЛГУ.
С 1938 года Мария Васильевна Сенянинова работала на кафедре ботанической географии географического факультета ЛГУ, в 1941 году получила звание профессора. В 1943—1944 заведовала кафедрой ботаники ЛГПИ.
М. В. Сенянинова-Корчагина была супругой доктора географических и биологических наук Александра Александровича Корчагина (1900—1977).
Награждена Орденом Трудового Красного Знамени и медалями.
Скончалась 26 марта 1966 года.
Похоронена на Богословском кладбище Санкт-Петербурга.

## Некоторые научные публикации
- Сенянинова-Корчагина М. В. К вопросу о классификации жизненных форм // Учёные записки ЛГУ. Серия географических наук. — 1949. — Вып. 5, № 104. — С. 54—151.
- Сенянинова-Корчагина М. В. Фитоклимат Ленинградской и смежных с ней областей // Учёные записки ЛГУ. Серия географических наук. — 1949. — Вып. 6, № 124. — С. 169—254.